# Antonio Grano
Antonio Grano (* um 1660 in Palermo; † 15. April 1718 ebenda) war ein Maler von Fresken und Tafelbildern des Spätbarock in Palermo.

## Leben
Auch wenn Grano in der Art des Pietro Novelli malte, so ist eine Ausbildung in dessen Werkstatt auszuschließen, da Novelli bereits 1647 verstorben war. Gesichert ist, dass er nach seiner Lehre auf Empfehlung von Giacinto Calandrucci nach Rom kam, um sich in der Werkstatt von Carlo Maratta fortzubilden. Nach seiner Rückkehr schuf er in Santa Maria dell’Ammiraglio und anderen Kirchen in und außerhalb Palermos Fresken, deren Farbigkeit gerühmt wurde. Eine Zusammenarbeit mit dem Architekten Giacomo Amato ist nachgewiesen.

## Werke
- Santa Maria dell’Ammiraglio, gen. „Martorana“, in Palermo: Fresken in der Apsiskapelle (1683–86)
- Santi Paolo e Bartolomeo in Alcamo: Deckenfresken (1689)
- Kathedrale von Monreale: Fresken in der barocken Kreuzigungskapelle
- Santa Maria di Valverde in Palermo: Fresken
- Chiesa del Gesù in Palermo: Wandmalereien in den Seitenschiffen (1707) sowie Gemälde in den Kapellen der Märtyrer (1704) und der Hl. Rosalia (1714)